# جيفري درايفر
جيفري درايفر (بالإنجليزية: Jeffrey Driver)‏ هو قسيس أسترالي، ولد في 6 أكتوبر 1951.